# Tung Metal
Tung Metal var en sitcom, som blev sendt på TV 2 Zulu i efteråret 2010. 
Serien er skrevet og instrueret af Nikolaj Peyk og handler om Fræserfjæs som er forsanger i heavy metal bandet Lead Poison. Hans kæreste, Susan, er gået fra ham for at arbejde med popsangeren Nick, som Fræserfjæs er dybt uvenner med. Så han gendanner Lead Poison, men må finde en ny trommeslager på grund af deres gamle trommeslager Charlie Bum Bum's død.

## Medvirkende
- Uffe Holm - Nick
- Geo - Tonny/Fræserfjæs
- Signe Mannov - Susan
- Robert Hansen - Janus/Krølle
- Uffe Rørbæk Madsen - Preben
- Heino Hansen - Kim
- Allan Nielsen - Tonse